# Arken (1965)
Arken är en svensk film från 1965 med regi och manus av Rolf Husberg. Filmen var en ihopklippt version av en TV-serie med samma namn som sändes 1964 i Sveriges Television.

## Handling
Tioårige Lars bor i Värmland och drömmer om havet. Han snickrar en ark och beger sig iväg.

## Om filmen
Filmen spelades in senvåren 1964 i Norra Finnskoga och Dalby kyrka i Torsby kommun, Munkfors, sjön Lusten i Forshaga kommun, Karlstad, Skogshallverken i Hammarö kommun, Vänern, Vänersborg, Göteborgs hamn, Liseberg och Vinga flygplats i Göteborg. Fotograf Carl-Eric Edlund och klippare Husberg. Filmen premiärvisades den 15 februari på biografen China i Linköping.

## Rollista
- Per Nordenström – Lars Andersson, 10 år
- Margareta Ahlström – Greta, hans syster
- Stina Hellquist – Karin, Lars och Gretas mamma
- Håkan Stefansson – Gustaf, Lars och Gretas pappa
- Thommy Ahlborg – Göran, ena pojken i Göteborg
- Dick Emanuelsson – Tom, andra pojken i Göteborg
- Gunnar Strååt – farbror Stéen, kamrer i Göteborg
- Arne Stridsberg – Göransson, flottarbas
- Kjell Andersson – jägmästaren
- Rune Turesson – disponenten på Skoghallsverken
- Klas Jahnberg – styrman på Visten
- Gunnar Uddén – journalisten
- Tore Wickman – Holmberg, överlotsen i Göteborg
- Nils Nygren – Jansson, maskinist på Vidaland
- Carl-Hugo Calander – kapten på Vidaland
- Arne Nyberg – skepparen på Skåpesund

Ej krediterade
- Janette Ahlborg – flicka som räddar Arken
- Cherrie Ahlborg – flicka som räddar Arken

### Fotnoter
1. 1 2 3  ”Arken”. Svensk Filmdatabas. http://sfi.se/sv/svensk-filmdatabas/Item/?itemid=4702&type=MOVIE&iv=Basic&ref=/templates/SwedishFilmSearchResult.aspx?id%3d1225%26epslanguage%3dsv%26searchword%3darken%26type%3dMovieTitle%26match%3dBegin%26page%3d1%26prom%3dFalse. Läst 3 april 2013.